# Can Molins (Massanes)
Can Molins és una masia de Massanes (Selva) inclosa a l'Inventari del Patrimoni Arquitectònic de Catalunya.

## Descripció
Masia aïllada, situada al barri del Rieral.
De planta rectangular, ré planta baixa i pis, i està coberta per una teulada a doble vessant en teula àrab. A la part esquerra té un cos annex, amb coberta a una sola vessant.
A la planta baixa el més testacable és la porta d'entrada de reminiscència medieval, amb impostes que ajuden a la llinda de pedra a salvar la llum, a més té brancals de pedra. La porta que hi ha a la seva esquerra és en arc escarsser. Només té una finestra a la part dreta de forma quadrangular.
Al pis cal destacar la finestra central: d'estil medieval i amb llinda, brancals i ampit de pedra, a més a la seva part superior hi ha dues obertures en forma pentagonal. A banda i banda hi ha una finestra, la de l'esquerra amb llinda i brancals de pedra.
Façana realitzada amb maçoneria en el seu origen, i en maó, posteriorment, quan s'hi han fet reformes i ampliacions. A més té algunes parts arrebossades toscament.

## Història
Aquesta masoveria pertany al patrimoni Viader que estava unit al patrimoni Cambrerol fins a la mort de Joan Cambrerol que ho va dividir entre les seves nebodes.
Durant un temps va estar abandonada.